# Lötverbinder

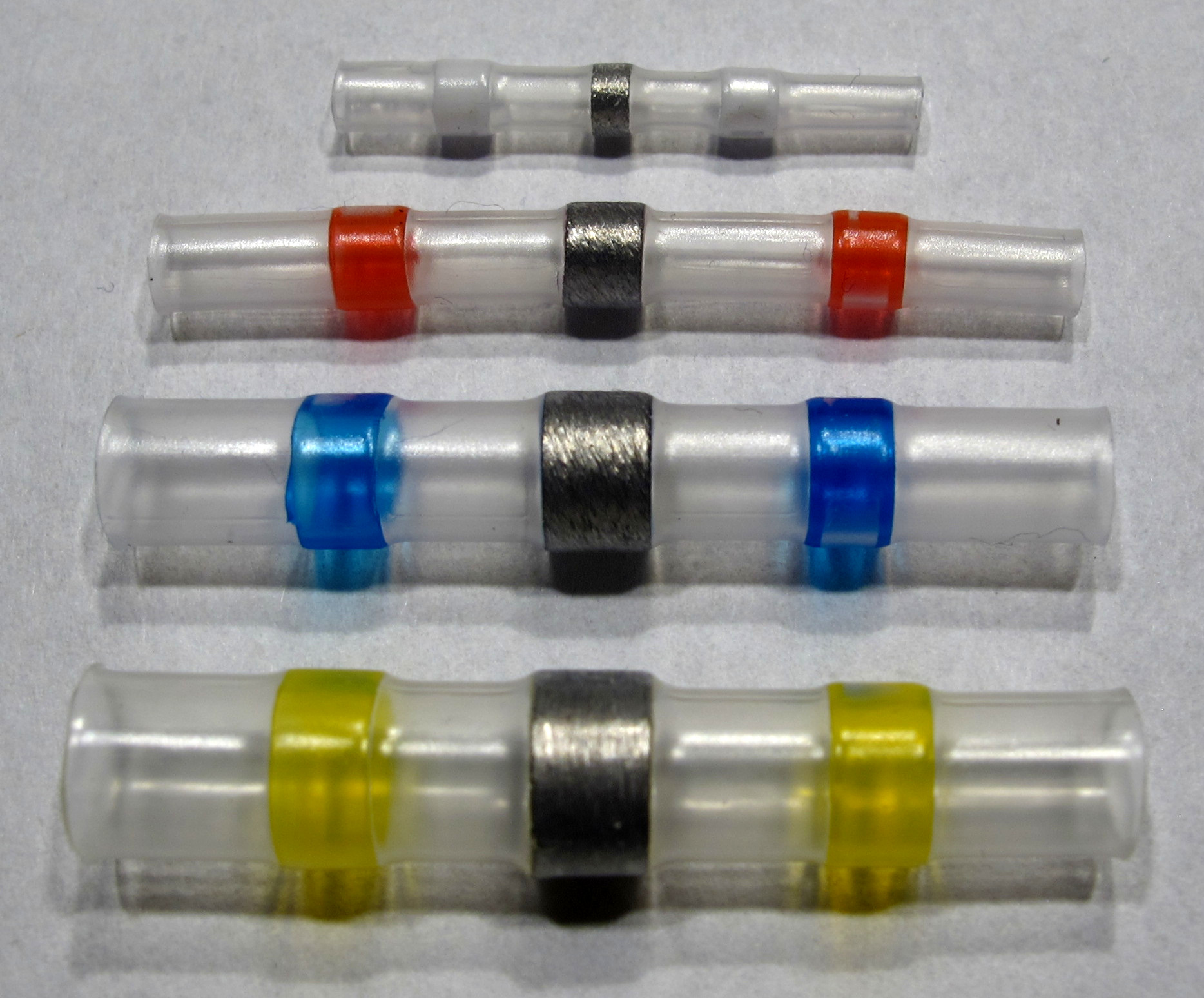
Lötverbinder für unterschiedliche Kabeldurchmesser

Lötverbinder ermöglichen ein elektrisches Verbinden von Litzen durch Verlöten in einer Hülse.

## Funktionsprinzip

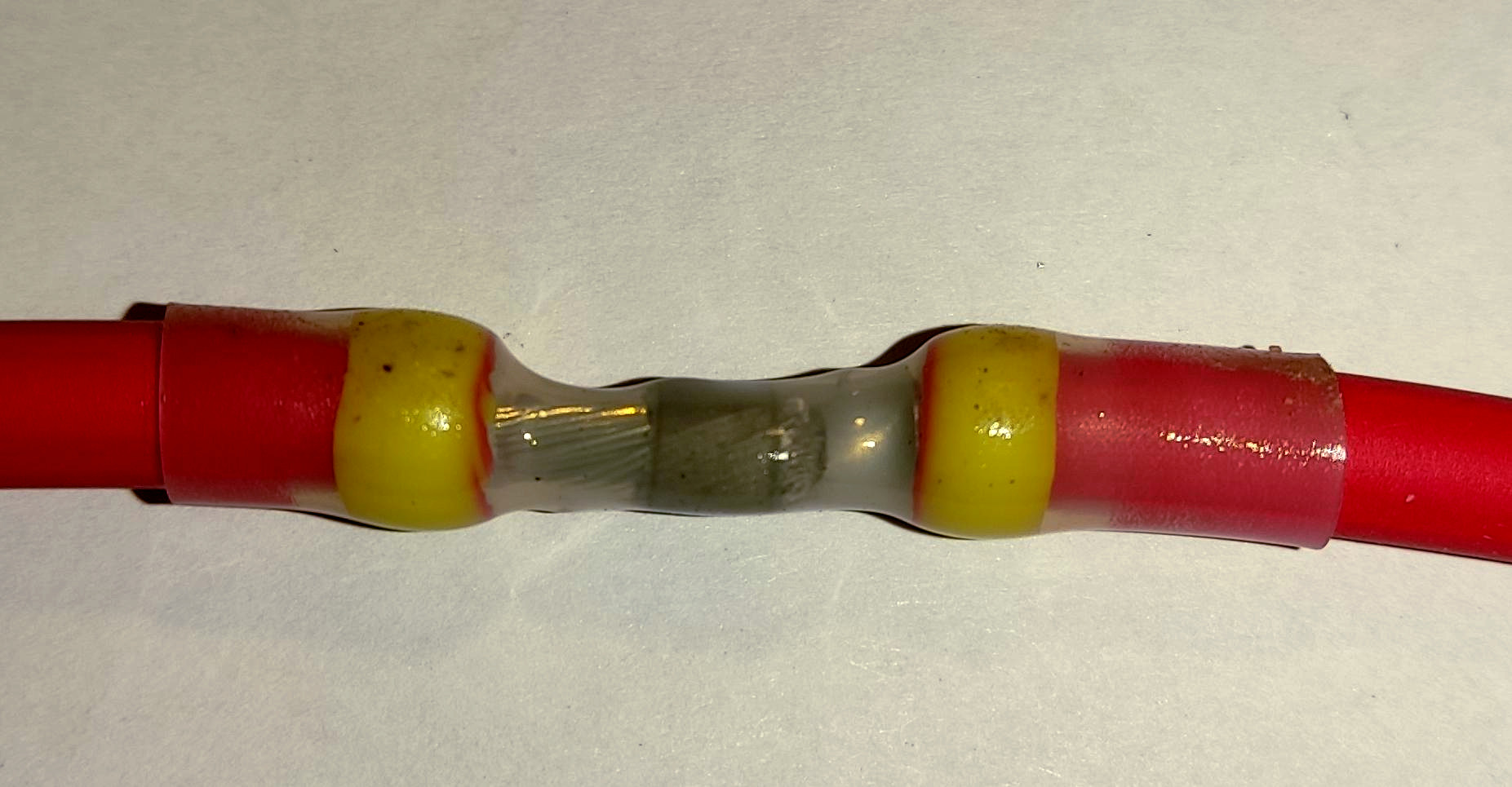
Lötverbinder nach der Verlötung

Die durchsichtige Hülse besteht aus einem Schrumpfschlauch, in dessen Mitte sich ein Ring aus Lötzinn mit niedriger Schmelztemperatur befindet. Die Hülse hat je nach Dicke der zu verbindenden Litzen eine Länge von 25 bis 40 mm. Zwischen dem Ring aus Lötzinn und dem Ende befindet sich auf beiden Seiten mittig zwei meist farblich markierte Dichtringe.
Die Anwendung erfolgt so, dass die zu verbindenden Litzen an den Enden abisoliert werden und beidseitig so in die Hülse geschoben werden, dass sich die Litzen innerhalb des Ringes aus Lötzinn befinden und dabei zumindest berühren bzw. überlappen. Nun wird die Hülse mit einem Heißluftföhn von außen so lange erhitzt, bis der Lötzinnring schmilzt, dabei schrumpfen auch die Hülse und die Dichtringe in einem Arbeitsgang: Durch das Lötzinn entsteht eine elektrische Lötverbindung zwischen den beiden Litzen und durch das thermische Schrumpfen der äußeren Hülle und der beiden seitlichen Dichtringe ist eine elektrische Isolierung nach außen und eine wasserdichte Verbindung ähnlich wie bei der Schrumpfmuffe gewährleistet. Damit kann keine Feuchtigkeit unter die Kunststoffisolierung am offenen Kabelende gelangen und dort zur Oxidation der Litze beitragen.

## Einsatzbereiche
Lötverbinder können zur Verlängerung oder Reparatur von Kabeln in Elektroinstallationen überall dort verwendet werden, wo neben der elektrischen Verbindung der Schutz gegen Umwelteinflüsse wie Feuchtigkeit und Nässe wichtig ist und somit die Verwendung von offenen Klemmen wie Blockklemmen oder Federkraftklemmen aufgrund der fehlenden Abdichtung nicht geeignet ist. Beispiele sind unter anderem Anwendungen im Bereich der Fahrzeug- oder Bootselektrik.